# Idiocera sarobiensis
Idiocera sarobiensis är en tvåvingeart som först beskrevs av Nielsen 1961.  Idiocera sarobiensis ingår i släktet Idiocera och familjen småharkrankar. Inga underarter finns listade i Catalogue of Life.